# Az Egri FC 2012–2013-as szezonja
Ez a szócikk az Egri FC 2012–2013-as szezonjáról szól, mely a 6. idénye a csapatnak a magyar első osztályban. A szezon 2012 júliusában kezdődött, és 2013 júniusában ért véget.
Az Eger az 1986–87-es idény óta nem szerepelt az NB I-ben.
A csapat nem fogadhatja az egri Szentmarjay Tibor Stadionban az ellenfeleit, mert az nem felel meg a Magyar Labdarúgó-szövetség előírásainak. A 2. fordulóban a budapesti Illovszky Rudolf Stadionban játszottak pályaválasztóként, majd a 6. fordulótól kezdve a debreceni Oláh Gábor utcai stadionban játszották hazai mérkőzéseiket, de a 8. fordulóban a DVTK stadionjában játszottak le egy mérkőzést. Az őszi szezon utolsó két hazai mérkőzésére visszaköltöztek az Illovszky Stadionba. A tavaszi szezont Vácott játszották le.

## Játékoskeret
2012. szeptember 4-i állapot szerint.
| No. |     | Poszt | Játékos           |
| --- | --- | ----- | ----------------- |
| 1   | SLO | K     | Darko Brljak      |
| 2   | HUN | V     | Piller József     |
| 3   | CZE | V     | Petr Knakal       |
| 4   | HUN | V     | Kovács Gábor      |
| 5   | SRB | KP    | Čedomir Pavičević |
| 6   | AUT | KP    | Michael Stanislaw |
| 7   | HUN | KP    | Albert Ádám       |
| 8   | HUN | KP    | Németh Norbert    |
| 9   | HUN | KP    | Romhányi Tamás    |
| 10  | HUN | KP    | Farkas Ádám       |
| 11  | HUN | V     | Balog Zsolt       |
| 12  | CZE | KP    | Josef Hamouz      |
| 13  | CMR | CS    | Joël Tchami       |

| No. |     | Poszt | Játékos           |
| --- | --- | ----- | ----------------- |
| 14  | HUN | V     | Preklet Csaba     |
| 15  | MKD | V     | Jasmin Mecinović  |
| 16  | MKD | CS    | Simeon Hristov    |
| 17  | HUN | CS    | Horváth Zoltán    |
| 18  | HUN | KP    | Katona Attila     |
| 19  | SRB | CS    | Dušan Pavlov      |
| 20  | CZE | KP    | Jiří Kabele       |
| 21  | UKR | CS    | Igor Pisanjuk     |
| 22  | SRB | KP    | Saša Dobrić       |
| 23  | HUN | CS    | Zvara Dávid       |
| 26  | HUN | K     | Sztankó Gábor     |
| 27  | HUN | CS    | Koós Gábor        |
| 68  | HUN | K     | Kövesfalvi István |

## Átigazolások

### Átigazolások nyáron
| No. |     | Poszt | Játékos                                             |
| --- | --- | ----- | --------------------------------------------------- |
| 1   | SLO | K     | Darko Brljak (ND Gorica)                            |
| 4   | HUN | V     | Kovács Gábor (Vasas)                                |
| 6   | AUT | KP    | Michael Stanislaw (Wiener Neustadt)                 |
| 7   | HUN | KP    | Albert Ádám (Dunakanyar-Vác)                        |
| 8   | HUN | KP    | Németh Norbert (Budapest Honvéd)                    |
| 13  | CMR | CS    | Joël Tchami (Dunajská Streda)                       |
| 14  | HUN | V     | Preklet Csaba (Reggina Calcio, kölcsön után végleg) |
| 15  | MKD | V     | Jasmin Mecinović (Sogndal)                          |
| 20  | CZE | KP    | Jiří Kabele (Dunajská Streda)                       |
| 68  | HUN | K     | Kövesfalvi István (Dabas)                           |

| No. |     | Poszt | Játékos                                             |
| --- | --- | ----- | --------------------------------------------------- |
| 1   | SLO | K     | Darko Brljak (ND Gorica)                            |
| 4   | HUN | V     | Kovács Gábor (Vasas)                                |
| 6   | AUT | KP    | Michael Stanislaw (Wiener Neustadt)                 |
| 7   | HUN | KP    | Albert Ádám (Dunakanyar-Vác)                        |
| 8   | HUN | KP    | Németh Norbert (Budapest Honvéd)                    |
| 13  | CMR | CS    | Joël Tchami (Dunajská Streda)                       |
| 14  | HUN | V     | Preklet Csaba (Reggina Calcio, kölcsön után végleg) |
| 15  | MKD | V     | Jasmin Mecinović (Sogndal)                          |
| 20  | CZE | KP    | Jiří Kabele (Dunajská Streda)                       |
| 68  | HUN | K     | Kövesfalvi István (Dabas)                           |

| No. |     | Poszt | Játékos                                               |
| --- | --- | ----- | ----------------------------------------------------- |
| 1   | HUN | K     | Giák Tamás                                            |
| 4   | HUN | V     | Benke Viktor (Dunakanyar-Vác)                         |
| 6   | HUN | V     | Bíró Péter (Lombard Pápa, lejárt a kölcsönszerződése) |
| 7   | HUN | KP    | Bojtor László (REAC)                                  |
| 8   | HUN | V     | Debreceni Dávid                                       |
| 15  | HUN | KP    | Fürjes Ádám (Vasas, lejárt a kölcsönszerződése)       |
| 19  | ALG | KP    | Karím ben Únesz (CS Constantine)                      |
| 20  | HUN | CS    | Olasz János (REAC)                                    |
| ##  | HUN | CS    | Kálmán József (Salgótarjáni BTC)                      |

| No. |     | Poszt | Játékos                                               |
| --- | --- | ----- | ----------------------------------------------------- |
| 1   | HUN | K     | Giák Tamás                                            |
| 4   | HUN | V     | Benke Viktor (Dunakanyar-Vác)                         |
| 6   | HUN | V     | Bíró Péter (Lombard Pápa, lejárt a kölcsönszerződése) |
| 7   | HUN | KP    | Bojtor László (REAC)                                  |
| 8   | HUN | V     | Debreceni Dávid                                       |
| 15  | HUN | KP    | Fürjes Ádám (Vasas, lejárt a kölcsönszerződése)       |
| 19  | ALG | KP    | Karím ben Únesz (CS Constantine)                      |
| 20  | HUN | CS    | Olasz János (REAC)                                    |
| ##  | HUN | CS    | Kálmán József (Salgótarjáni BTC)                      |

## Statisztikák
Utolsó elszámolt mérkőzés dátuma: 2013. június 1.

### Mérkőzések
| Lejátszott mérkőzések száma          | 41 (30 OTP Bank Liga, 1 Magyar kupa, 10 Ligakupa)   |
| Győzelmek száma                      | 8 (3 OTP Bank Liga, 0 Magyar kupa, 5 Ligakupa)      |
| Döntetlenek száma                    | 7 (6 OTP Bank Liga, 0 Magyar kupa, 1 Ligakupa)      |
| Vereségek száma                      | 26 (21 OTP Bank Liga, 1 Magyar kupa, 4 Ligakupa)    |
| Szerzett gólok száma                 | 46                                                  |
| Kapott gólok száma                   | 85                                                  |
| Gólkülönbség                         | –39                                                 |
| Sárga lapok                          | 90                                                  |
| Kiállítások                          | 5                                                   |
| Legtöbbet figyelmeztetett játékos    | Čedomir Pavičević (9 , 0 )                          |
| Legnagyobb arányú győzelem otthon    | Egri FC 4–0 Újpest (2012. 11. 13.)                  |
| Legnagyobb arányú győzelem idegenben | Újpest 2–5 Egri FC (2012. 09. 07.)                  |
| Legnagyobb arányú vereség otthon     | Egri FC 0–4 Videoton (2013. 03. 09.)                |
| Legnagyobb arányú vereség idegenben  | Lombard Pápa 6–1 Egri FC (2013. 05. 11.)            |
| Legmagasabb hazai nézőszám           | 2 000 néző, Egri FC 1–1 Ferencváros (2012. 09. 01.) |
| Legalacsonyabb hazai nézőszám        | 67 néző, Egri FC 2–3 Pécsi MFC (2013. 05. 04.)      |
| Legtöbbször pályára lépett játékos   | Németh Norbert (36 mérkőzés)                        |
| Házi gólkirály                       | Németh Norbert (13 )                                |
| Pontok                               | 31/123 (25,2%)                                      |

### Kiírások
| Kiírás        | Statisztikák | Statisztikák | Statisztikák | Statisztikák | Statisztikák | Statisztikák | Kezdő forduló | Végső forduló/ helyezés | Mérkőzések dátumai | Mérkőzések dátumai |
| Kiírás        | M            | GY           | D            | V            | LG–KG        | GK           | Kezdő forduló | Végső forduló/ helyezés | Első               | Utolsó             |
| ------------- | ------------ | ------------ | ------------ | ------------ | ------------ | ------------ | ------------- | ----------------------- | ------------------ | ------------------ |
| OTP Bank Liga | 30           | 3            | 6            | 21           | 25–67        | –42          | —             |                         | 2012. 07. 27.      | 2013. 06. 01.      |
| Magyar kupa   | 1            | 0            | 0            | 1            | 0–1          | –1           | 1. forduló    | 1. forduló              | 2012. 08. 08.      | 2012. 08. 08.      |
| Ligakupa      | 10           | 5            | 1            | 4            | 21–17        | +4           | Csoportkör    | Elődöntő                | 2012. 09. 05.      | 2013. 03. 23.      |

## OTP Bank Liga

### Mérkőzések
| 1. forduló 2012. július 27. 17:00 |

| Haladás                                                                            | 4 – 2               | Egri FC                                        |
| ---------------------------------------------------------------------------------- | ------------------- | ---------------------------------------------- |
| Kenesei 50' Halmosi 52' Iszlai 58' (11-esből) 44' Andorka 63' (11-esből) Rajos 50' | (0 – 1) Jegyzőkönyv | Pisanjuk 45' Németh 74' Preklet 57' Knakal 81′ |

| Rohonci út, Szombathely Nézőszám: 5 000 Játékvezető: Berger József (magyar) |

| 2. forduló 2012. augusztus 3. 19:00 |

| Egri FC                              | 1 – 1               | BFC Siófok            |
| ------------------------------------ | ------------------- | --------------------- |
| Dobrić 59' Preklet 21' Pavičević 70' | (0 – 1) Jegyzőkönyv | Sipos 21' Melczer 38' |

| Illovszky Rudolf Stadion, Budapest Nézőszám: 300 Játékvezető: Takács János (magyar) |

| 3. forduló 2012. augusztus 11. 19:00 |

| Diósgyőr                           | 1 – 0               | Egri FC                  |
| ---------------------------------- | ------------------- | ------------------------ |
| Seydi 46' Tisza 53' Abdouraman 64' | (0 – 0) Jegyzőkönyv | Pavičević 53' Kovács 86' |

| DVTK-stadion, Miskolc Nézőszám: 6 000 Játékvezető: Böcskei Balázs (magyar) |

| 4. forduló 2012. augusztus 19. 18:30 |

| Videoton                                                                       | 2 – 1               | Egri FC                                         |
| ------------------------------------------------------------------------------ | ------------------- | ----------------------------------------------- |
| Torghelle 87' Nikolics N. 90+2' (11-esből) Oliveira 23' Tóth 40' Caneira 90+4' | (0 – 0) Jegyzőkönyv | Koós 56' 67' Hamouz 6' Pisanjuk 27' Preklet 82' |

| Sóstói Stadion, Székesfehérvár Nézőszám: 2 200 Játékvezető: Veizer Roland (magyar) |

| 5. forduló 2012. augusztus 24. 17:00 |

| Paksi FC           | 0 – 1               | Egri FC                    |
| ------------------ | ------------------- | -------------------------- |
| Fiola 57' Éger 82' | (0 – 0) Jegyzőkönyv | Pavlov 84' Pavičević 90+4' |

| Fehérvári út, Paks Nézőszám: 1 000 Játékvezető: Vad II. István (magyar) |

| 6. forduló 2012. szeptember 1. 16:00 |

| Egri FC                                                                    | 2 – 2               | Ferencváros                                                                |
| -------------------------------------------------------------------------- | ------------------- | -------------------------------------------------------------------------- |
| Németh 72' 90+4' (11-esből) Preklet 37' Hamouz 46' Pisanjuk 68' Knakal 69' | (0 – 0) Jegyzőkönyv | Perić 47' (11-esből) Böde 52' Sváb 17' Somália 42' Otten 69' Gyömbér 90+4' |

| Oláh Gábor utca, Debrecen Nézőszám: 2 000 Játékvezető: Solymosi Péter (magyar) |

| 7. forduló 2012. szeptember 15. 18:30 |

| MTK Budapest                     | 3 – 0               | Egri FC   |
| -------------------------------- | ------------------- | --------- |
| Tischler 61' 77' 82' Kelemen 79' | (0 – 0) Jegyzőkönyv | Balog 41' |

| Hidegkuti Nándor Stadion, Budapest Nézőszám: 1 500 Játékvezető: Iványi Zoltán (magyar) |

| 8. forduló 2012. szeptember 22. 16:00 |

| Egri FC                                      | 1 – 0               | Debreceni VSC          |
| -------------------------------------------- | ------------------- | ---------------------- |
| Németh 56' Preklet 20' Katona 77' Brljak 87' | (0 – 0) Jegyzőkönyv | Szűcs 75' Ferenczi 88' |

| DVTK-stadion, Miskolc Nézőszám: 300 Játékvezető: Szőts Gergely (magyar) |

| 9. forduló 2012. szeptember 29. 16:00 |

| Kaposvári Rákóczi       | 0 – 0               | Egri FC                |
| ----------------------- | ------------------- | ---------------------- |
| Šafarić 33' Vrucina 44′ | (0 – 0) Jegyzőkönyv | Vujović 49' Dobrić 76' |

| Rákóczi Stadion, Kaposvár Nézőszám: 2 000 Játékvezető: Fábián Mihály (magyar) |

| 10. forduló 2012. október 6. 16:00 |

| Egri FC                                                        | 0 – 2               | Kecskeméti TE                                  |
| -------------------------------------------------------------- | ------------------- | ---------------------------------------------- |
| Pavičević 35' Knakal 37' Stanislaw 50' Pisanjuk 54' Tchami 70' | (0 – 1) Jegyzőkönyv | Knakal 24' (öngól) Burgos 46' Sós 55' Póti 67' |

| Oláh Gábor utca, Debrecen Nézőszám: 200 Játékvezető: Bognár Tamás (magyar) |

| 11. forduló 2012. október 20. 18:30 |

| Pécsi MFC                              | 0 – 0               | Egri FC                |
| -------------------------------------- | ------------------- | ---------------------- |
| Zeljkovič 30' Okoronkwo 38' Bodnár 40' | (0 – 0) Jegyzőkönyv | Farkas 40' Preklet 51' |

| PMFC Stadion, Pécs Nézőszám: 1 500 Játékvezető: Pánczél Krisztián (magyar) |

| 12. forduló 2012. október 26. 19:00 |

| Egri FC                          | 1 – 1               | Lombard Pápa                                 |
| -------------------------------- | ------------------- | -------------------------------------------- |
| Farkas 29' Knakal 40' Kovács 76' | (1 – 1) Jegyzőkönyv | Knakal 33' (öngól) Rodenbücher 74' Marić 87' |

| Oláh Gábor utca, Debrecen Nézőszám: 100 Játékvezető: Becséri Dániel (magyar) |

| 13. forduló 2012. november 2. 19:00 |

| Újpest                               | 3 – 0               | Egri FC                                   |
| ------------------------------------ | ------------------- | ----------------------------------------- |
| Vasiljević 14' Moraes 65' Balogh 87' | (1 – 0) Jegyzőkönyv | Kovács 2' Balog 37' Dobrić 49' Németh 72' |

| Szusza Ferenc Stadion, Budapest Nézőszám: 3 047 Játékvezető: Szabó Zsolt (magyar) |

| 14. forduló 2012. november 10. 16:00 |

| Egri FC                         | 1 – 3               | Budapest Honvéd                                                                        |
| ------------------------------- | ------------------- | -------------------------------------------------------------------------------------- |
| Németh 27' Balog 39' Knakal 42′ | (1 – 1) Jegyzőkönyv | Délczeg 43' (11-esből) Baráth 54' Vernes 82' Moga 34' Ikenne 51' Tandia 60' Baráth 73' |

| Illovszky Rudolf Stadion, Budapest Nézőszám: 400 Játékvezető: Berke Balázs (magyar) |

| 15. forduló 2012. november 17. 14:00 |

| Győri ETO                                                     | 2 – 1               | Egri FC                          |
| ------------------------------------------------------------- | ------------------- | -------------------------------- |
| Kamber 12' Koltai 15' Trajković 45' Pátkai 66' Střeštík 90+2' | (2 – 1) Jegyzőkönyv | Németh 32' Kovács 64' Albert 71' |

| ETO Park, Győr Nézőszám: 3 000 Játékvezető: Oláh Gábor (magyar) |

| 16. forduló 2012. november 24. 16:00 |

| Egri FC                                | 1 – 2               | Haladás                             |
| -------------------------------------- | ------------------- | ----------------------------------- |
| Németh 83' Pavičević 34' Stanislaw 90' | (0 – 0) Jegyzőkönyv | Ugrai 53' Andorka 58' Halmosi 90+1' |

| Illovszky Rudolf Stadion, Budapest Nézőszám: 200 Játékvezető: Fábián Mihály (magyar) |

| 17. forduló 2012. december 1. 16:00 |

| BFC Siófok                                                                                           | 4 – 3               | Egri FC                                                               |
| --- | ------------------- | --------------------------------------------------------------------- |
| Melczer 10' (11-esből) 76' (11-esből) 88' (11-esből) Dajić 64' Mogyorósi 54' Gál 61' Deák István 71' | (1 – 0) Jegyzőkönyv | Horváth 53' Albert 58' Németh 68' Brljak 10' Stanislaw 26' Piller 75' |

| Révész Géza utca, Siófok Nézőszám: 300 Játékvezető: Iványi Zoltán (magyar) |

| 18. forduló 2013. március 1. 19:00 |

| Egri FC                                                                  | 0 – 1               | Diósgyőr            |
| ------------------------------------------------------------------------ | ------------------- | ------------------- |
| Piller 27' Farkas 40' Vidović 57' Albert 67' Raković 84' Mecinović 90+1' | (0 – 1) Jegyzőkönyv | Tisza 17' Luque 45' |

| Ligeti Stadion, Vác Nézőszám: 800 Játékvezető: Kassai Viktor (magyar) |

| 19. forduló 2013. március 9. 16:00 |

| Egri FC                              | 0 – 4               | Videoton                               |
| ------------------------------------ | ------------------- | -------------------------------------- |
| Raković 16' Pavičević 52' Dobrić 63' | (0 – 2) Jegyzőkönyv | Szekeres 11' 54' Brachi 17' Kovács 60' |

| Ligeti Stadion, Vác Nézőszám: 450 Játékvezető: Szilasi Szabolcs (magyar) |

| 20. forduló 2013. április 9. 16:00 |

| Egri FC                                                            | 2 – 2               | Paksi FC                                         |
| ------------------------------------------------------------------ | ------------------- | ------------------------------------------------ |
| Horváth 12' Koós 35' Farkas 16' Mecinović 68' Buač 74' Preklet 79' | (2 – 0) Jegyzőkönyv | Pap 67' Éger 79' (11-esből) Juhász 29' Eppel 33' |

| Ligeti Stadion, Vác Nézőszám: 100 Játékvezető: Erdős József (magyar) |

- Elhalasztott mérkőzés.

| 21. forduló 2013. március 30. 18:30 |

| Ferencváros                        | 4 – 0               | Egri FC       |
| ---------------------------------- | ------------------- | ------------- |
| Böde 4' 74' Jenner 10' Somália 67' | (2 – 0) Jegyzőkönyv | Mecinović 17′ |

| Puskás Ferenc Stadion, Budapest Nézőszám: 5 000 Játékvezető: Iványi Zoltán (magyar) |

| 22. forduló 2013. április 6. 18:30 |

| Egri FC                   | 0 – 3               | MTK Budapest                         |
| ------------------------- | ------------------- | ------------------------------------ |
| Pavičević 11' Raković 17' | (0 – 3) Jegyzőkönyv | Vass 4' Kanta 18' (11-esből) 39' 32' |

| Ligeti Stadion, Vác Nézőszám: 300 Játékvezető: Szőts Gergely (magyar) |

| 23. forduló 2013. április 13. 14:00 |

| Debreceni VSC                                                | 3 – 0               | Egri FC |
| ------------------------------------------------------------ | ------------------- | ------- |
| Sidibe 33' Bouadla 75' Coulibaly 80' Korhut 40' Ferenczi 83' | (1 – 0) Jegyzőkönyv |         |

| Oláh Gábor utca, Debrecen Nézőszám: 2 500 Játékvezető: Szilasi Szabolcs (magyar) |

| 24. forduló 2013. április 20. 16:00 |

| Egri FC                        | 1 – 0               | Kaposvári Rákóczi                    |
| ------------------------------ | ------------------- | ------------------------------------ |
| Farkas 34' Kabele 53′ Buač 75' | (1 – 0) Jegyzőkönyv | Hegedűs 47' Dankwah 55' Petrazzi 82' |

| Ligeti Stadion, Vác Nézőszám: 100 Játékvezető: Veizer Roland (magyar) |

| 25. forduló 2013. április 26. 17:00 |

| Kecskeméti TE                                    | 3 – 1               | Egri FC   |
| ------------------------------------------------ | ------------------- | --------- |
| Raković 6' (öngól) Mohl 22' Rajczi 26' Vaskó 67' | (3 – 1) Jegyzőkönyv | Zvara 34' |

| Széktói Stadion, Kecskemét Nézőszám: 1 726 Játékvezető: Radványi Ádám (magyar) |

| 26. forduló 2013. május 4. 18:30 |

| Egri FC                                                | 2 – 3               | Pécsi MFC                                     |
| ------------------------------------------------------ | ------------------- | --------------------------------------------- |
| Lasimant 14' Gaál 90+1' (öngól) Sztankó 23' Albert 89' | (1 – 2) Jegyzőkönyv | Simon 23' (11-esből) Horváth 45' Wittrédi 63' |

| Ligeti Stadion, Vác Nézőszám: 67 Játékvezető: Becséri Dániel (magyar) |

| 27. forduló 2013. május 11. 14:00 |

| Lombard Pápa                                                  | 6 – 1               | Egri FC                  |
| ------------------------------------------------------------- | ------------------- | ------------------------ |
| Griffiths 17' Quintero 22' 77' Marić 26' Arsić 33' Király 90' | (4 – 0) Jegyzőkönyv | Horváth 71' 70' Buač 37' |

| Perutz Stadion, Pápa Nézőszám: 800 Játékvezető: Veizer Roland (magyar) |

| 28. forduló 2013. május 18. 16:00 |

| Egri FC                 | 1 – 2               | Újpest                               |
| ----------------------- | ------------------- | ------------------------------------ |
| Horváth 76' Vidović 87' | (0 – 1) Jegyzőkönyv | Tshibuabua 24' Simon 72' Szélesi 87' |

| Ligeti Stadion, Vác Nézőszám: 300 Játékvezető: Fábián Mihály (magyar) |

| 29. forduló 2013. május 25. 16:00 |

| Budapest Honvéd                                                | 3 – 0               | Egri FC                                        |
| -------------------------------------------------------------- | ------------------- | ---------------------------------------------- |
| Lanzafame 22' 73' (11-esből) Nagy 76' Ignjatović 17' Diaby 42' | (1 – 0) Jegyzőkönyv | Mecinović 13' Farkas 34' Kasza 43' Sztankó 70′ |

| Bozsik József Stadion, Budapest Nézőszám: 1 500 Játékvezető: Becséri Dániel (magyar) |

| 30. forduló 2013. június 1. 14:00 |

| Egri FC                                | 2 – 3               | Győri ETO                                                   |
| -------------------------------------- | ------------------- | ----------------------------------------------------------- |
| Németh 4' 90+4' Farkas 73' Vidović 58' | (1 – 2) Jegyzőkönyv | Kalmár 11' Pilibaitis 18' Pátkai 82' 72' Lang 22' Novák 60' |

| Ligeti Stadion, Vác Nézőszám: 200 Játékvezető: Szőts Gergely (magyar) |

### A végeredmény
| #   | Csapat                | M  | GY | D  | V  | G+ – G– | GK  | P  | Megjegyzések                                   |
| --- | --------------------- | -- | -- | -- | -- | ------- | --- | -- | ---------------------------------------------- |
| 1.  | Győri ETO (B)         | 30 | 19 | 7  | 4  | 57–33   | +24 | 64 | 2013–2014-es Bajnokok Ligája – 2. selejtezőkör |
| 2.  | Videoton (I)          | 30 | 16 | 6  | 8  | 52–24   | +28 | 54 | 2013–2014-es Európa-liga – 1. selejtezőkör     |
| 3.  | Budapest Honvéd (I)   | 30 | 15 | 7  | 8  | 50–36   | +14 | 52 | 2013–2014-es Európa-liga – 1. selejtezőkör     |
| 4.  | MTK BudapestÚ         | 30 | 15 | 6  | 9  | 43–30   | +13 | 51 |                                                |
| 5.  | Ferencváros           | 30 | 13 | 10 | 7  | 51–36   | +15 | 49 |                                                |
| 6.  | Debreceni VSCCV (KGY) | 30 | 14 | 4  | 12 | 47–36   | +11 | 46 | 2013–2014-es Európa-liga – 2. selejtezőkör1    |
| 7.  | Kecskeméti TE         | 30 | 12 | 8  | 10 | 42–42   | 0   | 44 |                                                |
| 8.  | Haladás               | 30 | 11 | 11 | 8  | 36–27   | +9  | 44 |                                                |
| 9.  | Újpest                | 30 | 11 | 8  | 11 | 40–42   | −2  | 41 |                                                |
| 10. | Diósgyőr              | 30 | 9  | 11 | 10 | 31–39   | −8  | 38 |                                                |
| 11. | Kaposvári Rákóczi     | 30 | 10 | 7  | 13 | 35–38   | −3  | 37 |                                                |
| 12. | Pécsi MFC             | 30 | 10 | 7  | 13 | 33–44   | −11 | 37 |                                                |
| 13. | Paksi FC              | 30 | 8  | 11 | 11 | 40–38   | +2  | 35 |                                                |
| 14. | Lombard Pápa          | 30 | 7  | 7  | 16 | 26–46   | −20 | 28 |                                                |
| 15. | BFC Siófok (K)        | 30 | 7  | 4  | 19 | 31–61   | −30 | 25 | NB II                                          |
| 16. | Egri FCÚ (K)          | 30 | 3  | 6  | 21 | 25–67   | −42 | 15 | NB II                                          |

Forrás: MLSZ adatbank 
A rangsorolás alapszabályai: 1. összpontszám, 2. győzelmek száma, 3. gólkülönbség, 4. szerzett gólok száma, 5. egymás elleni eredmények összpontszáma,  6. egymás elleni eredmények gólkülönbsége, 7. egymás elleni eredmények szerzett góljainak száma, 8. egymás elleni eredmények idegenben szerzett góljainak száma.
1 A Debreceni VSC a 2013–14-es Európa-liga 2. selejtezőkörében indulhat, kupagyőztesként.
(B): Bajnokcsapat, (K): Kieső csapat, (F): Feljutó csapat, (I): Kupainduló, (R): A rájátszás győztese, (KGY): Kupagyőztes

### Eredmények összesítése
Az alábbi táblázatban összesítve szerepelnek az Egri FC 2012/13-as bajnokságban elért eredményei.
| Ősz/tavasz (forduló)    | Otthon | Otthon | Otthon | Otthon | Otthon | Otthon | Otthon | Idegenben | Idegenben | Idegenben | Idegenben | Idegenben | Idegenben | Idegenben |
| Ősz/tavasz (forduló)    | M      | GY     | D      | V      | LG–KG  | GK     | P      | M         | GY        | D         | V         | LG–KG     | GK        | P         |
| ----------------------- | ------ | ------ | ------ | ------ | ------ | ------ | ------ | --------- | --------- | --------- | --------- | --------- | --------- | --------- |
| Őszi szezon (1–17.)     | 7      | 1      | 3      | 3      | 7–11   | –4     | 6      | 10        | 1         | 2         | 7         | 8–19      | –11       | 5         |
| Tavaszi szezon (18–30.) | 8      | 1      | 1      | 6      | 8–18   | –10    | 4      | 5         | 0         | 0         | 5         | 2–19      | –17       | 0         |
| Összesen (1–30.)        | 15     | 2      | 4      | 9      | 15–29  | –14    | 10     | 15        | 1         | 2         | 12        | 10–38     | –28       | 5         |

### Helyezések fordulónként
| Forduló  | 1  | 2  | 3  | 4  | 5  | 6  | 7  | 8  | 9  | 10 | 11 | 12 | 13 | 14 | 15 | 16 | 17 | 18 | 19 | 20 | 21 | 22 | 23 | 24 | 25 | 26 | 27 | 28 | 29 | 30 |
| -------- | -- | -- | -- | -- | -- | -- | -- | -- | -- | -- | -- | -- | -- | -- | -- | -- | -- | -- | -- | -- | -- | -- | -- | -- | -- | -- | -- | -- | -- | -- |
| Helyszín | I  | O  | I  | I  | I  | O  | I  | O  | I  | O  | I  | O  | I  | O  | I  | O  | I  | O  | O  | O  | I  | O  | I  | O  | I  | O  | I  | O  | I  | O  |
| Eredmény | V  | D  | V  | V  | GY | D  | V  | GY | D  | V  | D  | D  | V  | V  | V  | V  | V  | V  | V  | D  | V  | V  | V  | GY | V  | V  | V  | V  | V  | V  |
| Helyezés | 14 | 14 | 15 | 15 | 12 | 13 | 15 | 13 | 12 | 14 | 15 | 15 | 15 | 15 | 15 | 15 | 15 | 15 | 15 | 16 | 15 | 15 | 16 | 16 | 16 | 16 | 16 | 16 | 16 | 16 |

Helyszín: O = Otthon; I = Idegenben. Eredmény: GY = Győzelem; D = Döntetlen; V = Vereség.

## Magyar kupa
1. forduló
| 2012. augusztus 8. 17:00 |

| Nyíregyháza Spartacus (NB II) | 1 – 0               | Egri FC                            |
| ----------------------------- | ------------------- | ---------------------------------- |
| Montvai 85' Petneházi 84'     | (0 – 0) Jegyzőkönyv | Farkas 37' Pisanjuk 85' Kovács 86' |

| Városi Stadion, Nyíregyháza Nézőszám: 500 Játékvezető: Nagy Róbert (magyar) |

Továbbjutott a Nyíregyháza Spartacus, 1–0-s összesítéssel.

## Ligakupa

### Csoportkör (E csoport)
| 1. forduló 2012. szeptember 5. 17:00 |

| Egri FC                             | 1 – 3               | Debreceni VSC                    |
| ----------------------------------- | ------------------- | -------------------------------- |
| Németh 23' 33' Balog 19' Knakal 87' | (1 – 3) Jegyzőkönyv | Lucas 11' Ferenczi 28' Rezes 45' |

| Szentmarjay Tibor Stadion, Eger Nézőszám: 300 Játékvezető: Karakó Ferenc (magyar) |

| 2. forduló 2012. szeptember 7. 14:00 |

| Újpest                           | 2 – 5               | Egri FC                                                  |
| -------------------------------- | ------------------- | -------------------------------------------------------- |
| Kálmán 6' Szabó 75' Baranyai 36' | (1 – 2) Jegyzőkönyv | Piller 32' Koós 37' (11-esből) 76' Németh 55' Tchami 86' |

| Szusza Ferenc Stadion, Budapest Nézőszám: 200 Játékvezető: Szilasi Szabolcs (magyar) |

| 3. forduló 2012. október 10. 17:00 |

| Diósgyőr                                                     | 3 – 0               | Egri FC                 |
| ------------------------------------------------------------ | ------------------- | ----------------------- |
| Gohér 48' Tisza 62' (11-esből) 82' 59' Csirszki 41' Nagy 80' | (0 – 0) Jegyzőkönyv | Pavičević 9' Hamouz 61' |

| DVTK-stadion, Miskolc Nézőszám: 1 200 Játékvezető: Böcskei Balázs (magyar) |

| 4. forduló 2012. október 13. 14:00 |

| Egri FC                                                               | 2 – 1               | Diósgyőr                                                 |
| --------------------------------------------------------------------- | ------------------- | -------------------------------------------------------- |
| Knakal 19' Preklet 63' Pisanjuk 55' Albert 65' Piller 77' Sztankó 82' | (1 – 1) Jegyzőkönyv | Tisza 29' Gosztonyi 13' Hanek 33' Fernando 41' Luque 77' |

| Szentmarjay Tibor Stadion, Eger Nézőszám: 300 Játékvezető: Kovács J. Zoltán (magyar) |

| 5. forduló 2012. november 13. 13:00 |

| Egri FC                       | 4 – 0               | Újpest               |
| ----------------------------- | ------------------- | -------------------- |
| Horváth 4' 37' 40' Albert 20' | (4 – 0) Jegyzőkönyv | Rubus 53' Kálmán 78' |

| Szentmarjay Tibor Stadion, Eger Nézőszám: 100 Játékvezető: Böcskei Balázs (magyar) |

| 6. forduló 2012. december 5. 13:00 |

| Debreceni VSC                        | 0 – 1               | Egri FC                        |
| ------------------------------------ | ------------------- | ------------------------------ |
| Kulcsár 41′ Pölöskey 75′ Bouadla 88' | (0 – 1) Jegyzőkönyv | Németh 2' Piller 60' Kasza 85' |

| Oláh Gábor utca, Debrecen Nézőszám: 100 Játékvezető: Németh Ádám (magyar) |

### Az E csoport végeredménye
| Csapat        | M | Gy | D | V | G+ | G– | Gk | P  |
| ------------- | - | -- | - | - | -- | -- | -- | -- |
| Debreceni VSC | 6 | 4  | 0 | 2 | 13 | 6  | +7 | 12 |
| Egri FC       | 6 | 4  | 0 | 2 | 13 | 9  | +4 | 12 |
| Diósgyőr      | 6 | 2  | 0 | 4 | 11 | 13 | –2 | 6  |
| Újpest        | 6 | 2  | 0 | 4 | 9  | 18 | –9 | 6  |

### Negyeddöntő
| Első mérkőzés 2013. február 20. 13:00 |

| Egri FC                                           | 4 – 1               | Győri ETO                                   |
| ------------------------------------------------- | ------------------- | ------------------------------------------- |
| Horváth 40' 45' 75' Takács 88' (öngól) Németh 26' | (2 – 0) Jegyzőkönyv | Takács 63' Andrić 83' Farkas 84' Németh 87' |

| Szentmarjay Tibor Stadion, Eger Nézőszám: 200 Játékvezető: Szabó Zsolt (magyar) |

| Visszavágó 2013. március 6. 13:30 |

| Győri ETO                                                      | 3 – 3               | Egri FC                                       |
| -------------------------------------------------------------- | ------------------- | --------------------------------------------- |
| Andrić 5' Kvilitaia 26' Kronaveter 79' Lang 35' Pilibaitis 66' | (2 – 1) Jegyzőkönyv | Németh N. 36' (11-esből) 21' Koós 49' 64' 38' |

| ETO Park, Győr Nézőszám: 300 Játékvezető: Erdős József (magyar) |

Továbbjutott az Egri FC, 7–4-es összesítéssel.

### Elődöntő
| 2013. március 20. 18:00 |

| Egri FC                               | 1 – 3               | Ferencváros                                 |
| ------------------------------------- | ------------------- | ------------------------------------------- |
| Mecinović 22' Horváth 24' Preklet 88' | (1 – 2) Jegyzőkönyv | Jenner 35' Aborah 37' Čukić 53' Perić 90+1' |

| Ligeti Stadion, Vác Nézőszám: 1 000 Játékvezető: Szabó Zsolt (magyar) |

| 2013. március 23. 18:00 |

| Ferencváros                                   | 1 – 0               | Egri FC                                      |
| --------------------------------------------- | ------------------- | -------------------------------------------- |
| Perić 16' Čukić 9' Leonardo 57' Jovanović 60' | (1 – 0) Jegyzőkönyv | Pavičević 38' Preklet 52' Buač 57' Balog 64' |

| Albert Flórián Stadion, Budapest Nézőszám: 800 Játékvezető: Becséri Dániel (magyar) |